# Louis Pergaud
Louis Pergaud (Belmont, Franciaország, 1882. január 22. – Marchéville-en-Woëvre, 1915. április 8.) francia író. Fő műve az 1912-ben megjelent Gombháború, amelyet számos nyelvre lefordítottak és több mint 30 kiadást ért meg.

## Életpályája
Édesapja falusi tanító volt. Tanulmányait az École normale supérieure-ben végezte 1898 és 1901 között. Házastársa Marthe Caffot volt (1903 és 1908 között). Válása után hamarosan újabb házasságot kötött (1910 júliusában).
Az első világháborúban halt meg, Verdun környékén eltűnt.

## Művei
- Gombháború (La guerre des boutons)
- De Goupil à Margot
- Les Rustiques

## Magyarul
- Gombháború; ford. Bognár Róbert; Móra, Bp., 1986
- Miraut kutya nem eladó. Egy vadászkutya története; ford. Kováts Miklós; Móra, Bp., 1988
- Gombháború. A serdültebb ifjúság számára; ford. Bognár Róbert; Móra, Bp., 1993
- Gombháború. Regény tizenkét éves koromból; ford. Bognár Róbert; Európa, Bp., 2010